# HarperOne
HarperOne este o marcă editorială a grupului HarperCollins, specializată în publicarea de cărți care transformă, inspiră, schimbă vieți și influențează discuțiile culturale. Sub numele inițial de Harper San Francisco, marca editorială a fost fondată în 1977 de 13 angajați ai companiei Harper & Row din New York, care au călătorit în vestul Statelor Unite ale Americii și s-au stabilit la San Francisco pentru a fi mai aproape de centrul mișcării New Age. Harper a achiziționat în 1986 editura de cărți religioase Winston-Seabury de la CBS. Harper San Francisco și-a schimbat numele în HarperOne în anul 2006 și și-a extins gama de cărți publicate dincolo de domeniul religiei și spiritualității prin includerea cărților pe teme de sănătate și frumusețe, precum și a literaturii motivaționale.

## Cărți publicate (selecție)
- The Alchemist de Paulo Coelho (ediție aniversară de 25 de ani, 2015)
- The Subtle Art of Not Giving a F*ck de Mark Manson (2016)
- What Is the Bible? de Rob Bell (2017)
- Brave de Rose McGowan (2018)
- Mere Christianity de C.S. Lewis (ediție recopertată, 2015)
- Search Inside Yourself de Chade-Meng Tan (2012)
- The End of Dieting de Dr. Joel Fuhrman (2015)
- A Return to Love de Marianne Williamson (reeditare, 1996)
- Made for Goodness de Arhiepiscop Desmond Tutu (ediție retipărită în 2011)
- My Spiritual Journey de Dalai Lama (2010)
- The Art of Power de Thich Nhat Hanh (2007)

## Legături externe
- Site web oficial